# Mateusinho
Mateus Gustavo Sales de Jesus, bekannt als Mateusinho, (* 11. Januar 1999 in São Paulo) ist ein brasilianischer Fußballspieler.

## Karriere
Mateusinho begann seine Karriere bei der Associação Portuguesa de Desportos, für die er in der Saison 2017 zweimal in der Série D zum Einsatz kam. Zur Saison 2018 wechselte er zum Zweitligisten Guarani FC. Im November 2018 debütierte er für Guarani in der Série B. In der Saison 2018 kam er zweimal zum Einsatz. In der Saison 2019 absolvierte er sieben Zweitligapartien, ehe er im Juli 2019 an die Reserve von Grêmio FBPA verliehen wurde.
Zur Saison 2020 kehrte Mateusinho dann wieder zu Guarani zurück, ehe er den Verein im Juli 2020 endgültig verließ und innerhalb der Liga zum EC Vitória wechselte. Für Vitória absolvierte er bis Saisonende 24 Partien. Zur Saison 2021 wurde er an den São Bernardo FC verliehen. Für diesen machte er zehn Spiele in der zweiten Spielstufe der Staatsmeisterschaft von São Paulo. Im Sommer kehrte er wieder zu Vitória zurück und spielte noch zweimal in der Série B, aus der er mit dem Team aber abstieg.
Zur Saison 2022 wechselte er daraufhin zum Zweitligisten Londrina EC, für den er aber niemals in der Liga zum Einsatz kommen sollte. Im Juni 2022 wurde er an den Drittligisten Grêmio Esportivo Brasil verliehen, für den er bis Saisonende siebenmal in der Série C spielte. Zur Saison 2023 kehrte er nicht mehr zu Londrina zurück, sondern wechselte zur AD Confiança. Für diese kam er elfmal in der Staatsmeisterschaft von Sergipe zum Einsatz. Im Mai 2023 schloss er sich dann dem Viertligisten AA Internacional an, für den er elfmal in der Série D spielte.
Im Januar 2024 wechselte Mateusinho zum österreichischen Zweitligisten FC Dornbirn 1913. Bis Saisonende 2023/24 bestritt er zwölf Zweitligaspiele. Am Ende der Spielzeit musste er mit dem Verein absteigen. Nach insgesamt 23 Ligaspielen wechselte er im Januar 2025 nach Südkorea. Hier schloss er sich in Cheongju dem Zweitligisten Chungbuk Cheongju FC an. Für den Verein bestritt er sechs Zweitligaspiele. Im Sommer 2025 zog es ihn nach Thailand, wo er in Sukhothai einen Vertrag beim Erstligisten Sukhothai FC unterschrieb.